# Oxytate leruthi
Oxytate leruthi là một loài nhện trong họ Thomisidae.
Loài này thuộc chi Oxytate. Oxytate leruthi được Roger de Lessert miêu tả năm 1943.